# Fatiga pandèmica

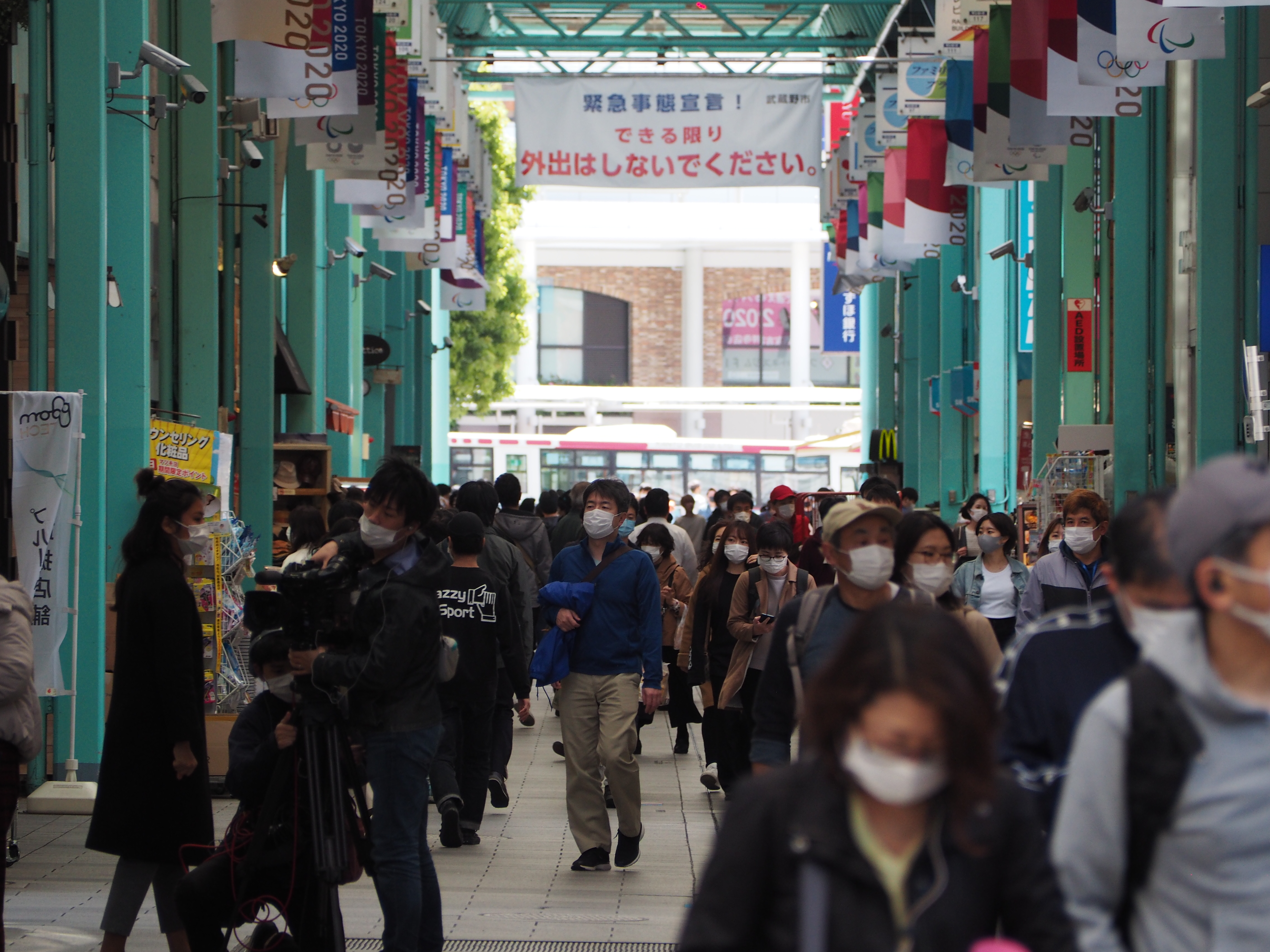
A causa de la fatiga pandèmica poden produir-se multituds de persones que desoeixen els consells dels responsables sanitaris. A la foto, visitants d'una zona comercial de Tòquio durant la pandèmia de COVID-19.

La fatiga pandémica és l'estat d'esgotament psicològic per les restriccions i precaucions que es recomanen adoptar durant una pandèmia. Aquest estat sovint té lloc per la prolongació de les restriccions i per la manca d'activitats a les quals dedicar-s'hi, fet que pot comportar en avorriment, tristesa, abúlia, depressió o altres dolences. Arran d'això, certes persones poden tenir una major tendència a abandonar les precaucions i, per tant, el risc de contagiar-se'n augmenta. La fatiga pandèmica pot ser responsable llavors d'un augment del nombre de casos totals.

## Influències

### Normes socials
Les normes socials poden influir en la fatiga pandèmica: si es permet obrir llocs de major facilitat de contagi, com podrien ser bars, restaurants o gimnasos, els assistents podrien entendre erròniament que aquests entorns són plenament segurs i deixar de respectar el distanciament físic, no rentar-se correctament les mans o no portar apropiadament la mascareta.

## Resposta
Epidemiòlegs com Julia Marcus defensen que abstenir-se indefinidament de tot contacte social no és una manera sostenible de contenir una pandèmia. Extraient lliçons de la prevenció de la infecció per VIH, s'aconsellaria un principi de reducció del risc més que no un plantejament de «tot o res» per a controlar pandèmies com la de COVID-19.

## Pandèmia de COVID-19
Alguns mitjans van encunyar el terme fatiga covid per a tractar l'estat d'esgotament mental causat per l'amenaça de la COVID-19 i per les mesures de precaució per a evitar-ne contagis. La preocupació per perdre la seguretat econòmica i contreure la malaltia contribuirien també a aquest sentiment de fatiga. La fatiga covid hauria portat a algunes persones a no seguir les directrius de precaució, contribuint així a exposar-se al coronavirus SARS-CoV-2. Moltes persones van quedar cansades pels confinaments i per la impossibilitat de reprendre la vida com feien anteriorment. Un major consum d'alcohol i fàrmacs també contribuiria a aquest sentiment de cansament.
Quan van acabar els primers confinaments en moltes parts del món, nombroses persones van començar a no fer cas de les recomanacions de quedar-se a casa i reprenent comportaments que van propiciar que la malaltia s'estengués de nou ràpidament.
El terme fatiga pandèmica va ser utilitzat per organitzacions com l'OMS per a referir-se a la desmotivació de la població a seguir les mesures de protecció, afirmant que més d'un 60% de la població europea podia estar patint-ho, en major o menor mesura, a la tardor de 2020. Algunes veus, com ara Ingeborg Porcar, han criticat l'ús del terme per part de les administracions, perquè semblaria que s'eximirien de llur part de responsabilitat en la comunicació i justificació de les mesures adoptades.
Segons les enquestes dels efectes socials de la pandèmia a l'estat espanyol, els joves en serien el grup poblacional més afectat.